# Liste der Kulturdenkmäler in Dittelsheim-Heßloch
In der Liste der Kulturdenkmäler in Dittelsheim-Heßloch sind alle Kulturdenkmäler der rheinland-pfälzischen Ortsgemeinde Dittelsheim-Heßloch aufgeführt. Grundlage ist die Denkmalliste des Landes Rheinland-Pfalz (Stand: 25. März 2025).

## Denkmalzonen
| Bezeichnung                            | Lage                                                                         | Baujahr                | Beschreibung | Bild            |
| -------------------------------------- | ---------------------------------------------------------------------------- | ---------------------- | --- | --------------- |
| Denkmalzone Ortskern Dittelsheim       | Dittelsheim, Hauptstraße 4, 6, 7, Hauptstraße ohne Nummer, Ringstraße 1 Lage | ab 1200                | dorftypisches Ensemble mit evangelischer Pfarrkirche, im Kern barockem evangelischem Pfarrhof, klassizistischer ehemaliger Schule (um 1840/50), Kriegerdenkmal 1914/18 sowie Hakenhof des 19. oder frühen 20. Jahrhunderts                     | BW              |
| Denkmalzone Älterer Jüdischer Friedhof | Heßloch, Hillesheimer Straße Lage                                            | 19. Jahrhundert        | circa 42 Grabsteine, 19. und frühes 20. Jahrhundert | Fotos hochladen |
| Denkmalzone Ortskern Heßloch           | Heßloch, Kirchstraße 4, 5, 6, 8, 10 Lage                                     | ab dem 18. Jahrhundert | geschlossene historische Bebauung des 18. und 19. Jahrhunderts unterhalb der katholischen Pfarrkirche mit im Kern barocker Schule, spätklassizistischem katholischem Pfarrhaus (um 1850) und zwei Dreiseithöfen; kennzeichnender Ortsgrundriss | BW              |

## Einzeldenkmäler
| Bezeichnung                            | Lage                                                                        | Baujahr                 | Beschreibung | Bild                                    |
| -------------------------------------- | --------------------------------------------------------------------------- | ----------------------- | --- | --------------------------------------- |
| Geispitzheimer Hof                     | Dittelsheim, Bahnhofstraße 1 Lage                                           | 18. bis 20. Jahrhundert | Vierflügelanlage, 18. bis 20. Jahrhundert; stattlicher spätbarocker Walmdachbau, teilweise Fachwerk (verputzt), um 1750 | BW                                      |
| Bahnhof                                | Dittelsheim, Bahnhofstraße 57 Lage                                          | 1896                    | ehemaliger Bahnhof der 1897 eröffneten Bahnstrecke Gau Odernheim–Osthofen, heute Rathaus; Typenbau, Klinker, 1896 | Fotos hochladen                         |
| Wohnhaus                               | Dittelsheim, Flachsgasse 4 Lage                                             | 17. Jahrhundert         | barockes Fachwerkhaus, teilweise massiv, 17. Jahrhundert | BW                                      |
| Evangelische Pfarrkirche               | Dittelsheim, Hauptstraße 4 Lage                                             | 1074                    | ehemals Allerheiligen; romanischer Chorturm, drei Achteck-Obergeschosse, Kuppelhelm, datiert 1074/75 und 1144 (±4), barocker Saal, 1730; spätgotisches Torhaus, 16. Jahrhundert                                                     | weitere Bilder Fotos hochladen          |
| Kriegerdenkmal und Grabmal             | Dittelsheim, Fleckmauerstraße, auf dem Friedhof Lage                        | 1920                    | Kriegerdenkmal 1914/18, kreisrundes Podest mit Pfeilermonument, 1921 (nach 1945 erweitert); Ruhestätte Familie Jakob Schilling († 1920): dreiteilige Schauwand                                                                      | BW                                      |
| Evangelischer Pfarrhof                 | Dittelsheim, Hauptstraße 7 Lage                                             | 1752                    | spätbarocker Krüppelwalmdachbau, bezeichnet 1752, Umbau 1872; Scheune, 18. Jahrhundert | Fotos hochladen                         |
| Kriegerdenkmal                         | Dittelsheim, Hauptstraße, bei Nr. 7 Lage                                    | 1881                    | Kriegerdenkmal 1870/71; Obelisk mit Adler, bezeichnet 1881 von Bildhauer Philipp Bender, Worms | Fotos hochladen                         |
| Babelshaus                             | Dittelsheim, Hauptstraße 22 Lage                                            | 1715                    | barockes Fachwerkhaus mit Fachwerkerker, teilweise massiv, bezeichnet 1715 | BW                                      |
| Kloppmauer                             | Dittelsheim, südwestlich des Ortes auf dem Kloppberg (Kloppbergstraße) Lage |                         | geringe mittelalterliche Fundamentreste einer Burg der Herren von Sickingen | Fotos hochladen                         |
| Kloppbergturm                          | Dittelsheim, südwestlich des Ortes auf dem Kloppberg (Kloppbergstraße) Lage | 1931                    | Aussichtsturm mit halbrundem Gaststättengebäude in Formen des Neuen Bauens, 1931 | weitere Bilder Fotos hochladen          |
| Wegekreuz                              | Heßloch, Dalbergstraße Lage                                                 | um 1800                 | Wegekreuz, nachbarock, um 1800, Korpus aus dem 20. Jahrhundert | Fotos hochladen                         |
| Hofanlage                              | Heßloch, Dalbergstraße 5 Lage                                               | um 1860                 | Dreiseithof; spätklassizistischer Walmdachbau, 1877, sogenanntes Altes Haus, erste Hälfte des 19. Jahrhunderts | BW                                      |
| Rat- und Schulhaus                     | Heßloch, Dalbergstraße 6 Lage                                               | um 1850                 | ehemaliges Rat- und Schulhaus; klassizistischer Putzbau, um 1850 | Fotos hochladen                         |
| Wandnische mit Mondsichelmadonna       | Heßloch, Gaustraße, an Nr. 28 Lage                                          | um 1576                 | Renaissance-Wandnische mit Wappen und Mondsichelmadonna, um 1576 | BW                                      |
| Relief                                 | Heßloch, Kämmerergasse, an Nr. 23 Lage                                      | 12. Jahrhundert         | romanischer Sandsteinrelief, 12. Jahrhundert | BW                                      |
| Kriegerdenkmäler und Kreuzigungsgruppe | Heßloch, Kirchstraße, auf dem Friedhof Lage                                 | ab 1744                 | Kriegerdenkmal 1870/71, Obelisk, 1897; Kriegerdenkmal 1914/18, Gefallener mit Todesengel, 1924; Kreuzigungsgruppe, bezeichnet 1744, Korpus aus dem 19. Jahrhundert                                                                  | Fotos hochladen                         |
| Katholische Pfarrkirche St. Jakob      | Heßloch, Kirchstraße 16 Lage                                                | 1810                    | Saalbau, 1810, neuromanischer Westturm, 1860, Sakristei, 1897; um die Kirche der ehemalige Wehrfriedhof; römischer Sarkophag, zweite Hälfte des dritten Jahrhunderts; gotischer Inschriftstein, Fragment, Ende des 12. Jahrhunderts | Fotos hochladen                         |
| ehemalige Synagoge                     | Heßloch, Sackgasse 1 Lage                                                   | 1836                    | Bruchsteinbau, bezeichnet 1836 | Fotos hochladen                         |
| Güterstein                             | Heßloch, Spitalstraße ohne Nummer                                           |                         | Grenzstein der Herren von Dalberg mit Lilienrelief, bezeichnet H V D | Direkt Bild zu diesem Denkmal hochladen |
| Altkatholische Kirche                  | Heßloch, Westhofener Straße 1 Lage                                          | 1890                    | neugotischer Rechtecksaal, Klinkerbau, 1890 | Fotos hochladen                         |
| Weißer Stein                           | Heßloch, östlich des Ortes; Flur Am Weißen Stein Lage                       |                         | Kalkstein-Menhir | Fotos hochladen                         |
| Wasserbehälter                         | Heßloch, südöstlich des Ortes; Flur Auf dem Berg II. Gewann Lage            | 1905                    | neuklassizistischer Sandsteinquaderbau, bezeichnet 1905 | Fotos hochladen                         |
| Bildstock                              | Heßloch, südöstlich des Ortes; Flur Auf dem Berg II. Gewann Lage            | 1914                    | Mariensäule, bezeichnet 1914 | Fotos hochladen                         |

## Ehemalige Kulturdenkmäler
| Bezeichnung               | Lage                                | Baujahr                    | Beschreibung | Bild            |
| ------------------------- | ----------------------------------- | -------------------------- | --- | --------------- |
| Hofanlage                 | Dittelsheim, Bismarckstraße 10 Lage | um 1851                    | Vierseithof; langgestrecktes spätklassizistisches Wohnhaus, um 1851; aus Denkmalliste gelöscht                                                            | BW              |
| Wohnhaus                  | Heßloch, Dalbergstraße 11 Lage      | Mitte des 18. Jahrhunderts | langgestrecktes Fachwerkhaus, teilweise massiv, im Kern barock, Mitte des 18. Jahrhunderts, mit klassizistischen Veränderungen; aus Denkmalliste gelöscht | BW              |
| ehemalige jüdische Schule | Heßloch, Sackgasse 4 Lage           | 1740                       | eingeschossiger Putzbau, im Kern von 1740, im 19. Jahrhundert überformt; aus Denkmalliste gelöscht                                                        | Fotos hochladen |
| Denkmalzone Hospitalhof   | Heßloch, Spitalstraße 53/53a Lage   | 18. Jahrhundert            | Vierseithof; im Wesentlichen aus dem 18. und 19. Jahrhundert, Hauptgebäude mit Walmdach im Kern barock; aus Denkmalliste gelöscht                         | BW              |